# Troszkowo
Troszkowo [pronunciación en polaco: /trɔʂˈkɔvɔ/] (en alemán: Klackendorf) es un pueblo en el distrito administrativo de Gmina Bisztynek, dentro del Distrito de Bartoszyce, Voivodato de Varmia y Masuria, en el norte de Polonia. Se encuentra aproximadamente 22 kilómetros al sur de Bartoszyce y 41 kilómetros al noreste de la capital regional, Olsztyn.